# Silene cognata
Silene cognata är en nejlikväxtart som först beskrevs av Carl Maximowicz, och fick sitt nu gällande namn av Hiroyoshi Ohashi och H. Nakai. Silene cognata ingår i släktet glimmar, och familjen nejlikväxter. Inga underarter finns listade i Catalogue of Life.